# Emilia Orozco
María Emilia Orozco (Rosario de la Frontera, Salta, 18 de diciembre de 1988) es una política argentina que actualmente se desempeña como Diputada de la Nación Argentina en representación de la Provincia de Salta por el partido del presidente de la Nación Javier Milei, La Libertad Avanza.

## Biografía
Orozco nació en Rosario de la Frontera y a los 18 años de edad se mudó a la capital salteña.
En el año 2019 fue la encargada de prensa de las listas de Alfredo Olmedo para gobernador y sus candidatos a diputados, intendentes y concejales. integró la lista de concejales por capital en el sexto puesto. Los resultados insuficientes de las elecciones llevaron a que Emilia no ingrese en  dl cuerpo deliberante. 
En diciembre de 2019 renuncia Alberto Castillo para asumir como presidente de REMSA y el quinto candidato a concejal, Santiago Alurralde, asume en su lugar. Luego en 2021 el concejal Ariel Flores es condenado por un robo cometido en el año 2018 y debió renunciar a su banca por lo tanto Emilia fue elegida como su sucesora por el Tribunal Electoral.
El 12 de abril de 2021 Emilia Orozco jura como edil capitalina junto a los diputados provinciales Carlos Zapata y Julio Moreno.
Una vez en funciones formó el monobloque Ahora Patria y a diferencia de su antecesor no integró el interbloque saencista. En 2024 causaría controversia cuando en su rol de presidenta de la Comisión de Libertad de Expresión en Diputados trató de lacra a un periodista de Salta que había publicado los datos de labor parlamentaria indicando que daba cuenta que Orozco junto a su compañero Emanuel López eran los legisladores que menos proyectos habían presentado con un total de cero proyectos en dos años, ausentandose en 27 de las 28 sesiones.
En mayo de 2021 se confirmó su candidatura a Concejal para continuar como edil en el periodo 2021-2023. Orozco integró el frente Juntos por el Cambio+ ya que su partido Ahora Patria así lo había decidido. Emilia fue la cuarta candidata a concejal del frente por detrás de José Gauffin, Agustina Álvarez, Eduardo Virgili y por delante de Pablo Emanuel López y Gregoria Villanueva.
En julio de ese mismo año también se presentó como precandidata a diputada nacional en segundo término por detrás de Carlos Zapata que encabezó la lista Juntos somos Más dentro de la interna de Juntos por el Cambio + de cara a las internas de septiembre. [cita requerida] sería destituida por unanimidad de la.presidencia de la comisión de libertad de expresión tras amenazar a un periodista que investigaba casos de corrupción dentro del bloque salteño y sobre el uso de fondos públicos para fines electoralistas por parte de Pablo Emanuel López - posteriormente destituido por corrupción y pedofilia y Orozco.
En las elecciones provinciales Emilia logró renovar su banca al obtener más de 30 mil votos la lista de concejales encabezada por Gauffin. Dichos resultados le valieron al espacio la obtención de cinco bancas legislativas para el periodo 2021-2023. En las elecciones generales la lista encabezada por Zapata y Emilia ganó la interna contra los demás competidores pero en el armado de la lista definitiva Orozco no tuvo lugar debido a la distribución de bancas a través del sistema D´Hont y la baja cantidad de votos.
En 2023 junto a su partido Ahora Patria rompen a nivel provincial con Juntos por el Cambio y arman Avancemos un nuevo frente electoral con Emiliano Estrada y el biellismo de Felipe Biella. En las elecciones de dicho año Orozco iba a ir como candidata a concejal en primer término en la lista de Ahora Patria pero tras un reclamo de Paula Benavides, la lista encabezada por Eduardo Virgili por el partido Salta Somos Todos se fusiona con la de Orozco quedando Emilia finalmente como candidata a concejal en segundo término siendo el tercer candidato Miguel Medina. Los resultados en las elecciones fueron paupérrimos ya que solamente obtuvieron 5.557 votos siendo la lista menos votada de las cuatro opciones que tenía el frente Avancemos. Tras los resultados Ahora Patria perdió las dos bancas en juego que tenía y por primera vez desde 2013 no tendría más representantes en el concejo deliberante capitalino.
La diputada salteña fue protagonista de varias campañas de difamación pública en redes sociales, donde lanzó acusaciones genéricas contra movimientos sociales, diputados e incluso periodistas críticos. En 2025 causó controversia al respaldar a su compañero tras las denuncias contra el político libertario Pablo Emanuel López, concejal de La Libertad Avanza en la Ciudad de Salta, fue denunciado penalmente por la convencional municipal Estela Mendez, de su mismo espacio político por presunta extorsión sexual y retención de salario. La denuncia se basó en un audio filtrado en el que el edil habría condicionado el cobro del sueldo de la denunciante a la realización de actos sexuales. El caso generó una fuerte repercusión a nivel provincial y nacional, provocando el pedido de renuncia por parte de dirigentes de su propio espacio político.LLA}}</ref>Antes de asumir su banca como diputado se dieron a conocer muchas denuncias en su contra, tanto por violencia física y verbal como por acoso físico y por medio de mensajes de WhatsApp. Según consta en la denuncia les habría ofrecido a las militantes de su espacio crecer políticamente si accedían a cumplirle ciertos favores sexuales, antes de asumir acumulaba denuncias por intento de abuso a una menor.
Orozco en una de las sesiones ordinarias del 2023 aclaró que los concejales ganaban alrededor de 900.000 mil pesos brutos por mes sin contar el aguinaldo que se cobra dos veces al año. 
En junio de ese mismo año Emilia firma finalmente como candidata a diputada nacional en primer término por Ahora Libertad, la versión local de La Libertad Avanza de Javier Milei junto a Julio Moreno, exdiputado provincial, Eliana Bruno del norte salteño y Gustavo Pantaleón, diputado provincial por La Caldera. Alfredo Olmedo que era número puesto para encabezar la boleta de diputados finalmente encabezó la del Parlasur.
Junto a Olmedo realizaron hasta la veda un sorteo de cien dólares por día. Orozco, Olmedo y Milei en Salta lograron ganar tanto en las Elecciones PASO como en las Generales y la lista encabezada por Emilia obtuvo dos bancas legislativas dejando atrás a Pablo Outes de Unión por la Patria y Miguel Nanni de Juntos por el Cambio que salieron segundos y terceros respectivamente.
El 7 de diciembre de 2023 Emilia jura como diputadaEse mismo año fue 
Emilia Orozco es cuestionada también por un viaje a Dubai con dinero público y fue centro de cuestionamientos por haber sido parte de una comitiva del gobierno libertario que viajó a Dubai. En las redes se viralizaron imágenes de la legisladora salteña y de su grupo de viaje en lugares de lujo. En 2025 fue imputada junto a dos diputados libertarios po pedido de "aportes" partidarios 
Además de Orozco, la investigación alcanza también al diputado nacional Carlos Zapata, al legislador Pablo Emanuel López y a un asesor político. En un audio que se hizo público Ricardo Ortega, le reclama al director de la ANSeS en Metán, Cristian Achaval, que no esté cumpliendo con el aporte obligatorio. En el audio también se menciona al parlamentario del Mercosur y empresario sojero Alfredo Olmedo, quien junto a Emanuel López y Orozco prometían puestos en diferentes dependencias del Estado a cambio de retornos y aportes.
En mayo de 2025 Emilia Orozco quedó involucrada en la denuncia contra su correligionario libertario Pablo Emanuel López tras un allanamiento judicial, la causa por extorsión, violencia de género y encubrimiento que involucra al exconcejal Pablo López quien previamente fue imputado por abuso a una niña wichi de 12 años. Ese mismo mes 
fueron secuestrados los teléfonos celulares de Pablo López, en el marco de la causa por extorsión, violencia de género y abuso de poder contra López la legisladora nacional y referente de La Libertad Avanza habría tenido conocimiento previo de las conductas de López, y habría intentado sostenerlo políticamente incluso después de la viralización de los audios en los que el exconcejal le pedía favores sexuales a su asesora a cambio de dinero.Al respecto la fiscalía investigo a Orozco por encubrir a su compañero, la víctima detalló que la violencia escaló desde lo psicológico y económico hasta lo físico y sexual, con amenazas constantes de “destruir su carrera” y exigencias sexuales para “pagar” lo invertido en ella. Además, denunció que el edil le retenía parte del sueldo como asesora.
Tras ello Pablo López fue expulsado “por unanimidad” en Salta. Ya como diputada Emilia Orozco por maltrato y presiones políticas en Anses Metán. Además, se la señala por exigir la organización de reuniones políticas dentro del organismo nacional, lo que está expresamente prohibido y pedir aportes a su campaña política obligatorios a empleados estatales.
En 2025 se vería nuevamente en el centro de la polémica provincial por agresiones a la prensa cuando trato de  impedir el ingreso de un periodista salteño al concejo deliberante y evitar responder sobre las denuncias de abuso sexual y abuso a menores que salpican a su compañero libertario Pablo López.